# Nomada solitaria
Nomada solitaria är en biart som beskrevs av Smith 1854. Nomada solitaria ingår i släktet gökbin, och familjen långtungebin. Inga underarter finns listade i Catalogue of Life.